# 刘继卣
刘继卣（1918年10月3日—1983年11月5日），斋号枫林馆，天津人，中国画家、连环画艺术家。

## 生平
刘继卣自幼受其父刘奎龄的影响，酷爱绘画，1936年入天津市立美术馆西画系学习，师从油画家刘啸若学素描、水彩、速寫、油画，从刘子久习山水，从陳少梅学习山水画和人物。1938年毕业后，一直从事国画创作，以卖画为生。1947年，刘在永安饭店举办个人画展后成名。1949年中华人民共和国成立后，进入文化部艺术局工作，1950年调入人民美术出版社，任创作员。曾为中國美術家協會理事，北京工笔人物画研究会副会长，北京花鸟画研究会副会长。其作品被收录入荣宝斋出版的《荣宝斋画谱》中（现代卷128册中第3册刘继卣动物部分，第25册刘继卣花鸟草虫部分，第54册刘继卣人物部分，第55册刘继卣白描部分，第128册刘继卣狮虎豹狸部分）。1983年11月5日，刘继卣病逝。

## 主要作品
- 《东郭先生》：获1963年全国连环画创作评奖绘画二等奖
- 《大闹天宫》（组画，共8幅）：由人民美术出版社出版，以年画的形式在中国大量发行[6]
- 《武松打虎》：于1954年创作的连环画[4]，1956年获第六届世界青年联欢节美术奖[7]、莱比锡国际图书展览会金奖（集体奖）、1984年瑞士西耶尔第一届国际连环画节获特别荣誉奖。[6]
- 《生死缘》
- 《永不掉队》、
- 《鸡毛信》（连环画）：获1953年中国保卫儿童委员会儿童作品一等奖[3]，销量超过400万册[4]。
- 《王秀鸾》
- 《穷棒子扭转乾坤》：获1963年全国连环画创作评奖绘画一等奖
- 《朝阳沟》
- 《奇怪的旅行》
- 《乌鸦与狐狸》
- 《红楼梦》（组画）
- 《春光无限》
- 《金丝猴》与《东北虎》（邮票）：1980年被评选为30年全国最佳邮票奖[4]
- 《双兔图》、《立犬图》、《猴图》：受邀为中国造币总公司设计的金银纪念币[4]
- 《三打白骨精》
- 《黄巾起义》：为中国革命历史博物馆作
- 《金田起义》：为南京革命历史博物馆作
- 《双狮图》：献给了全国人民代表大会